# Günther (sanger)
 For alternative betydninger, se Günther. (Se også artikler, som begynder med Günther)
Mats Söderlund (født 25. juli 1967) er en svensk musiker og modemodel, bedst kendt under sit kunstnernavn Günther. Han sang "Ding Dong Song" fra 2004 blev populær i Sverige, hvor den toppede singlehitlisten.

## Diskograf

### Studiealbums
- Pleasureman (2004, Sweden; 2006, USA; 2007, Japan)[2]

### Singler
- "Ding Dong Song" (with The Sunshine Girls) (2004)
- "Teeny Weeny String Bikini" (with The Sunshine Girls) (2004)
- "Touch Me" (with Samantha Fox) (2004)
- "Crazy and Wild" (with The Sunshine Girls) (2004)
- "Tutti Frutti Summer Love" (with The Sunshine Girls) (2005)
- "Christmas Song (Ding Dong)" (with The Sunshine Girls) (2005)
- "Like Fire Tonight" (with The Sunshine Girls) (2006)
- "Sun Trip (Summer Holiday)" (with The Sunshine Girls) (2007)
- "Famous" (with The Sunshine Girls) (2010)
- "Pussycat" (with The Sunshine Girls) (2011)
- "I'm not Justin Bieber Bitch" (2013)
- "No Pantalones" (feat. The Sunshine Girls) (2016)
- "Love Yourself" (with D'Sanz) (2016)
- "DYNAMITE" (with Blizz Bugaddi and AM Big Dong) (2017)